# Alfoz
|  | Per a altres significats, vegeu «Alfoz (desambiguació)». |

Alfoz és un municipi pertanyent a la província de Lugo a Galícia. Pertany a la comarca d'A Mariña Central. Limita amb els ajuntaments de: Foz, Mondoñedo, Abadín i O Valadouro. Població en 2004: 2.312 persones segon el Padró municipal d'habitants.

## Parròquies
- Adelán (Santiago)
- Bacoi (Santa María)
- Carballido (San Sebastián)
- O Castro de Ouro (San Salvador)
- Lagoa (San Vicente)
- Mor (San Pedro)
- As Oiras (San Mamede)
- O Pereiro (Santa María)
- O Reirado (Santa María)

## Evolució demogràfica
| Evolució de la població d'Alfoz - des de 1900 fins a 2004 - |        |        |        |        |        |        |        |        |        |
| 1900                                                        | 1930   | 1950   | 1960   | 1981   | 1991   | 1995   | 2001   | 2003   | 2004   |
| 3.713.                                                      | 3.639. | 4.011. | 3.708. | 2.858. | 2.645. | 2.654. | 2.382. | 2.348. | 2.312. |
| Fonts: INE i IGE                                            |        |        |        |        |        |        |        |        |        |

## Persones il·lustres
- Juan Carlos Mandiá Lorenzo (n.1967), entrenador de futbol.